# Doktor Proktor i wanna czasu
Doktor Proktor i wanna czasu – powieści dla dzieci autorstwa norweskiego pisarza Jo Nesbø, opublikowana w 2008 r. Pierwsze polskie wydanie ukazało się 2012 roku w tłumaczeniu Iwony Zimnickiej.